# CBeebies
CBeebies é um canal de televisão por assinatura britânico voltado para o públicos infantil menor de 8 anos pertencente à British Broadcasting Corporation (BBC). Lançada em 11 de fevereiro de 2002, transmite em sinal aberto das 6h às 19h (após as 19h, é transmitido o canal BBC Four), via cabo e satélite. É o canal irmão do CBBC, este voltado ao público entre 8 e 18 anos.
O CBeebies oferece uma programação que mistura entretenimento e educação. Seu conteúdo é desenvolvido e produzido com a ajuda de profissionais de educação infantil e seu website e a televisão interativa oferecem mais conteúdo educativo além dos programas de televisão. Sua grade de programação é igual em todos os dias, sendo diferente apenas nos fins de semana. Nos fins de semana, entre 15h e 18h, todos os programas são traduzidos para língua de sinais. Exibe programas da BBC One e da BBC Two chamados de CBeebies on BBC One e CBeebies on BBC Two, respectivamente.
Uma extensão em áudio, CBeebies Radio, é transmitida diariamente por três horas na BBC 7, das 14h às 17h.